# Нуцэ, Константин
Константин Нуцэ (рум. Constantin Nuță; 23 ноября 1929, Брэнешти, Илфов — 23 декабря 1989, Алба-Юлия) — румынский генерал, начальник милиции СРР в 1978—1989. Кандидат в члены ЦК РКП. Один из руководителей репрессивного аппарата режима Николае Чаушеску. Активно участвовал в попытках подавления Румынской революции. Был арестован революционными властями, погиб при конвоировании в вертолёте, сбитом в результате обстрела.

## Армейская служба
Родился в крестьянской семье. В ранней молодости работал портным, потом прорабом на стройке. После прихода к власти коммунистов служил в армии РНР.
Отслужив срочную, Константин Нуцэ поступил в артиллерийское училище в Сибиу. Окончил Военную академию в Бухаресте, после чего некоторое время преподавал.
Был дважды женат: первый раз в Сибиу, затем, после развода — в Бухаресте. Детей не имел.

## Генерал Секуритате и начальник милиции
В 1963 Константин Нуцэ направлен в органы МВД. Возглавлял IV департамент (военная контрразведка) службы госбезопасности Секуритате. Участвовал в расследовании военного заговора против генерального секретаря ЦК Румынской компартии президента СРР Николае Чаушеску — ведущей фигурой которого был генерал Николае Милитару.
В июле 1978 в звании генерал-лейтенанта Константин Нуцэ был назначен начальником Генеральной инспекции милиции. По должности являлся заместителем последних министров внутренних дел СРР — Георге Хомоштяна и Тудора Постелнику.
Константин Нуцэ зарекомендовал себя как неукоснительный проводник жёсткого курса Чаушеску. На XII съезде РКП в 1979 был утверждён кандидатом в члены ЦК. Под его командованием милиция активно участвовала в подавлении массовых протестов. В ноябре 1987 генерал Нуцэ, наряду с генералом Эмилем Макри, руководил подавлением рабочего восстания в Брашове. Подчинённая Нуцэ милиция произвела сотни арестов. Милицейские офицеры проводили жёсткие допросы, применяли избиения и пытки. Нуцэ лично допрашивал студента Кэтэлина Бию, устроившего акцию солидарности с рабочими.

Во всём, что делал Нуцэ, сквозило подобострастие к «высшему руководству». Он способен был растоптать кого угодно, лишь бы его заметило и оценило начальство.

Отличался жёстким стилем командования, придирчивостью и самодурством (к примеру, приказом Нуцэ сотрудникам милиции было запрещено носить усы, непослушание строго каралось в служебном порядке). Был также известен склонностью к избыточному бытовому комфорту и использованию в этих целях милицейского административного ресурса.

## Карательная миссия в Тимишоаре
16 декабря 1989 волнениями в Тимишоаре началась Румынская революция. Генерал Нуцэ, считавшийся после Брашова специалистом по «устранению беспорядков», был направлен в Тимишоару для подавления протестов. Вместе с ним находился заместитель — генерал Велику Михаля.
17 декабря Нуцэ, в координации с генералом госбезопасности Эмилем Макри и армейским генералом Ионом Команом, руководил силовыми действиями против демонстрантов. Он подготовил оперативный план подавления, принятый к реализации. По приказу Нуцэ милиция применяла огнестрельное оружие. В результате тимишоарских событий были убиты 94 человека, ранены более 300, почти 900 арестованы, 23 пропали без вести. Кроме того, Нуцэ, по указанию Елены Чаушеску, организовал тайный сбор тел 43 погибших и доставку в Бухарест для тайной кремации.
20 декабря генералы Нуцэ и Михаля были направлены с аналогичной миссией в Арад. В результате арадских столкновений демонстрантов с армией, Секуритате и милицией погибли 19 человек.

## Арест в революцию
21 декабря 1989 революция перекинулась в Бухарест. На следующий день Николае и Елена Чаушеску бежали из столицы. Армейское командование во главе с генералом Виктором Стэнкулеску перешло на сторону революции. В верхней эшелон революционной власти выдвинулся Николае Милитару, имевший давние счёты с Нуцэ. Директор Секуритате генерал Юлиан Влад распорядился прекратить сопротивление. 
23 декабря, осознав кардинальное изменение ситуации, Константин Нуцэ и Велику Михаля сели в поезд и направились из Арада в Бухарест сдаваться новым властями. При отъезде их опознали сотрудники милиции, перешедшие на сторону революции. Информация была передана в Бухарест. Генерал Милитару (которого лидер ФНС Ион Илиеску вскоре назначил министром обороны) приказал арестовать обоих. На остановке в городе Дева оба генерала были арестованы вооружённой спецкомандой.

Наручники на них надели их же подчинённые.

(По другим данным, наручники были надеты только на Михалю, тогда как Нуцэ связали ремнём из его же брюк.)
Нуцэ и Михаля были доставлены в расположение воинской части, откуда связались с генералом Михаем Кицаком. Тот посоветовал военным освободить арестованных. Однако из Бухареста — предположительно от Милитару — последовал иной приказ: доставить Нуцэ и Михалю под конвоем в столицу. Перевозить их решили на вертолёте. Обоих оставили в наручниках и крепко привязали ремнями к сиденьям.

## Смерть в катастрофе
По непрояснённым причинам вертолёт изменил направление и направился в Алба-Юлию. Армейские части, расположенные в этом районе, имели от того же Милитару приказ стрелять без предупреждения по всем воздушным целям. Согласно этому приказу, с земли была дана очередь из зенитного пулемёта. Вертолёт упал на землю, все находившиеся в нём погибли.
Расследование этого события не дало результата и было прекращено в 1994. Смерть Константина Нуцэ и Велику Михали считается одной из «мрачных загадок революции». Распространено предположение, что обоих целенаправленно устранили, дабы избежать огласки нежелательной новым властям информации — например, об участии армейского командования в попытках подавлении революции. Гибель Нуцэ могла также явиться следствием мести со стороны Милитару. Периодически выдвигаются требования возобновить расследование для установления истины.